# Автофрадат (сатрап Лидии и Ионии)
Автофрадат (греч. Aὐτοφραδάτης) — персидский сатрап середины IV века до н. э.
В правление персидского царя Артаксеркса II Автофрадат был назначен на должность сатрапа Лидии и Ионии. Как царский военачальник он занимался борьбой против мятежного сатрапа Геллеспонтской Фригии Артабаза, которого он, вероятно, взял в плен осенью 364 года до н. э., но снова отпустил летом 361 года до н. э.
Его преемником на посту сатрапа был, вероятно, Росак. В какой степени Автофрадат может быть идентичен или связан с одноимённым флотоводцем, действовавшим в 334 году до н. э., неизвестно.